# Lauro
Lauro o Lauró (llatí: Lauro, grec antic: Λαυρών, en ibèric ) fou una antiga població primer ibèrica i després romana de la Península Ibèrica, coneguda per diverses fonts però de localització incerta. La cosa més probable, de fet, és que es tracti de més d'una població, tal vegada tres.

### Textuals
La major part de fonts textuals que fan referència a Lauro és a propòsit de la Batalla de Lauro l'any 76 aC, en el context de la Guerra de Sertori. Aquesta batalla, en la qual Sertori destruí la ciutat aliada de Pompeu, els següents autors: Pau Orosi, Frontí, Apià, Plutarc i Florus. El primer indica que, abans de la batalla, Pompeu havia reunit un exèrcit apud Palantiam, que s'interpreta com a 'al costat del riu Palància'. Florus, per la seva banda, esmenta la batalla juntament amb la del Sucro, al riu Xúquer, de manera que hi ha autors moderns que interpreten que la de Lauro no es degué esdevenir lluny. Del relat de tots els autors es dedueix que la ciutat, en qualsevol cas, no era lluny de la mar, i segurament entre els rius Palància i Xúquer.
Una segona referència a Lauro es torna a trobar en Florus, aquesta vegada a propòsit de la Segona Guerra Civil Romana, en un episodi l'any 45 aC en el qual va morir Gneu Pompeu, el fill de Pompeu Magne. El Bellum Hispanicum atribuït a Juli Cèsar descriu amb més detall aquesta batalla, i no anomena la població de Lauro però per la narració es dedueix que tengué lloc a la Hispània Ulterior, la futura Bètica.
Una darrera referència a Lauro es troba a la Història Natural de Plini el Vell, qui anomena el vi de Lauro (Lauronensia) entre els millors d'Hispània, juntament amb els laietans, els tarraconesos i els baleàrics.
Crida l'atenció l'absència total de referències a Lauro en les obres de geografia, tant en Estrabó, Pomponi Mela i Ptolemeu com en els itineraris.

### Epigràfiques
Lauro també és coneguda per ser una seca ibèrica, que baté moneda el segle ii aC amb la inscripció en alfabet ibèric Lauro. Per altra banda, Lauro és una inscripció trobada en diverses castes d'àmfora (Dressel 2, 3 i 4) a tall de segell comercial (els anomenats tituli picti que indiquen la procedència del vi). Aquesta inscripció ràpidament es va posar amb relació a la notícia de Plini sobre el vi Lauronensis, de tal manera que les àmfores amb el titulus pictus de Lauro haurien portat vi de la ciutat de Lauro, que gràcies a Plini sabem que era de gran qualitat.

### Toponímiques
Primerament s'havia volgut veure el topònim de Llíria com a pervivència de l'antiga Lauro, i així identificar la seca de Lauro amb el poblat del Tossal de Sant Miquel. Avui en dia, però, aquesta hipòtesi està descartada per raons fonètiques. En canvi, Llerona sí que es considera un hereu plausible pel topònim antic de Lauro, com també ho podria ser Lora de Estepa, a Andalusia.

## Localització
Sembla molt probable que les diverses fonts epigràfiques, textuals i toponímiques de Lauro no facin referència a la mateixa població. Més concretament, hi podria haver hagut no dues, sinó tres poblacions de nom Lauro: una a la Laietània, una a l'Edetània i una a la Bètica.

### Puig del Castell de Samalús
Actualment sembla segur que al poblat ibèric del Puig del Castell de Samalús, excavat a partir del 2010, hi hagué una població anomenada Lauro. Els motius per aquesta identificació són diversos. En primer lloc, la proximitat de l'església de Santa Maria de Llerona, del segle x i continuadora de l'antic topònim de Lauro. En segon lloc, el fet que la pasta de les àmfores que porten el titulus pictus de Lauro indica que procedeixen de la zona del Vallès. En tercer lloc, que al dit jaciment s'ha trobat gran quantitat de monedes de la seca de Lauro, i que la resta de troballes d'aquesta seca han estat, majoritàriament, en poblats ibèrics pròxims. En quart lloc, que l'entitat del jaciment va en consonància amb la importància que hom atribueix a les poblacions que bateren moneda pròpia.
Així doncs, correspondrien a aquesta Lauro solament la notícia de Plini, i també les monedes ibèriques i les àmfores romanes amb la inscripció de Lauro, com també el topònim de Llerona. En canvi, tant la primera com la segona Batalla de Lauro no farien referència a la mateixa ciutat, sinó a una altra de nom també Lauro.

### Lora de Estepa
Encara que hagi romàs descartada la possibilitat de localitzar la seca de Lauro a la Bètica, sembla que sí que cal localitzar-hi l'escenari de la segona batalla de Lauro, que sembla que s'esdevengué a la Bètica. En aquest sentit, hom ha proposat la identificació amb Lora de Estepa per la semblança toponímica, però no hi ha cap evidència d'aquesta relació i es desconeix el jaciment que podria haver albergat la població bètica de Lauro.

### Edetània
La historiografia moderna es decanta perquè la primera Batalla de Lauro, la de la Guerra de Sertori, es desenvolupàs a la zona de l'Edetània. En un primer moment, doncs, s'havia volgut identificar aquesta Lauro amb Llíria, però la poca versemblança fonètica i el fet que el poblat ibèric del Tossal de Sant Miquel (la Edeta ibèrica) fos abandonat a mitjan segle ii aC, gairebé un segle abans de la Guerra de Sertori, quan tengué lloc la Batalla de Lauro que destruí la ciutat, han portat a descartar aquesta possibilitat. Així doncs, si realment la primera Batalla de Lauro tengué lloc a la zona de l'Edetània i, per tant, hi hagué una població de nom Lauro en aquesta zona, aquesta població no és ni al Tossal de Sant Miquel ni al Pla de l'Arc i es troba en un lloc desconegut. Coromines descarta una relació entre Lauro i Llaurí (Ribera Baixa).